# Chiesa del Santissimo Corpo di Cristo (Castiglione Olona)
La chiesa del Santissimo Corpo di Cristo, nota anche come chiesa di Villa, si trova sulla piazza principale del borgo di Castiglione Olona, in provincia di Varese. L'intero complesso dichiara una stretta discendenza dai modelli architettonici del Brunelleschi probabilmente dovuta all'intervento di un maestro toscano attivo in Lombardia in quegli anni, forse il Vecchietta, che si stabilì in città come aiutante di Masolino.

## Storia
Edificio costruito tra il 1437 ed il 1444 sul luogo di un antico oratorio del XIII secolo intitolato al Santo Sepolcro, fu dedicato in origine al Santissimo Corpo di Cristo ed ai Quattro Dottori della Chiesa Occidentale. La denominazione come "chiesa di Villa" indica il fatto che l'edificio costituisse la chiesa dell'antico borgo.
La chiesa, esempio di mirabile architettura in stile fiorentino del XV secolo, può essere considerata come il primo edificio di matrice brunelleschiana al di fuori della Toscana, non solo per una serie di caratteristiche stilistiche quali l'uso dell'ordine completo e la bicromia tra la pietra delle membrature e l'intonaco, ma anche per l'impiego di tipologie costruttive quali la spina di pesce nella cupola.
Non ci sono documenti sulla sua edificazione, ma questi dati danno per certo la presenza nel cantiere di qualcuno che era stato vicino al Brunelleschi, il quale a leggere Vasari avrebbe anche lavorato per i Visconti di Milano. Di sicuro importanza non secondaria ebbe la preparazione ed il gusto del committente, il cardinale Branda Castiglioni.
Questi, al pari un altre grande umanista suo contemporaneo, Enea Silvio Piccolomini, negli ultimi anni di vita aveva deciso di dedicarsi all'abbellimento e ad una sorta di rifondazione del natio borgo: procedette quindi all'erezione sul colle che lo domina, sopra i resti di una precedente fortificazione, di una collegiata; ampliò il palazzo avito e davanti ad esso diede avvio alla costruzione di quest'ulteriore edificio religioso, in un contesto però più urbano.

## Descrizione

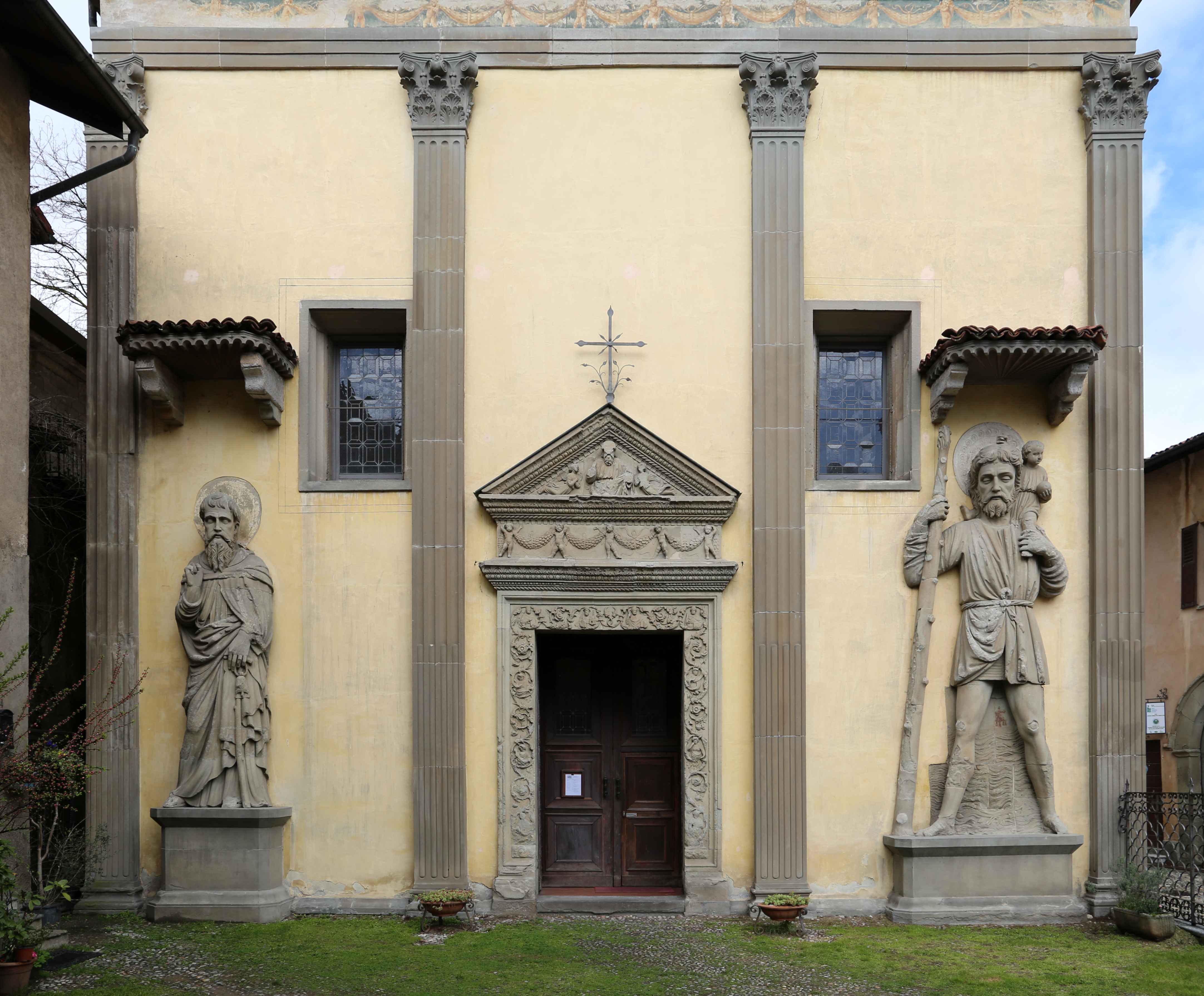
Dettaglio della facciata

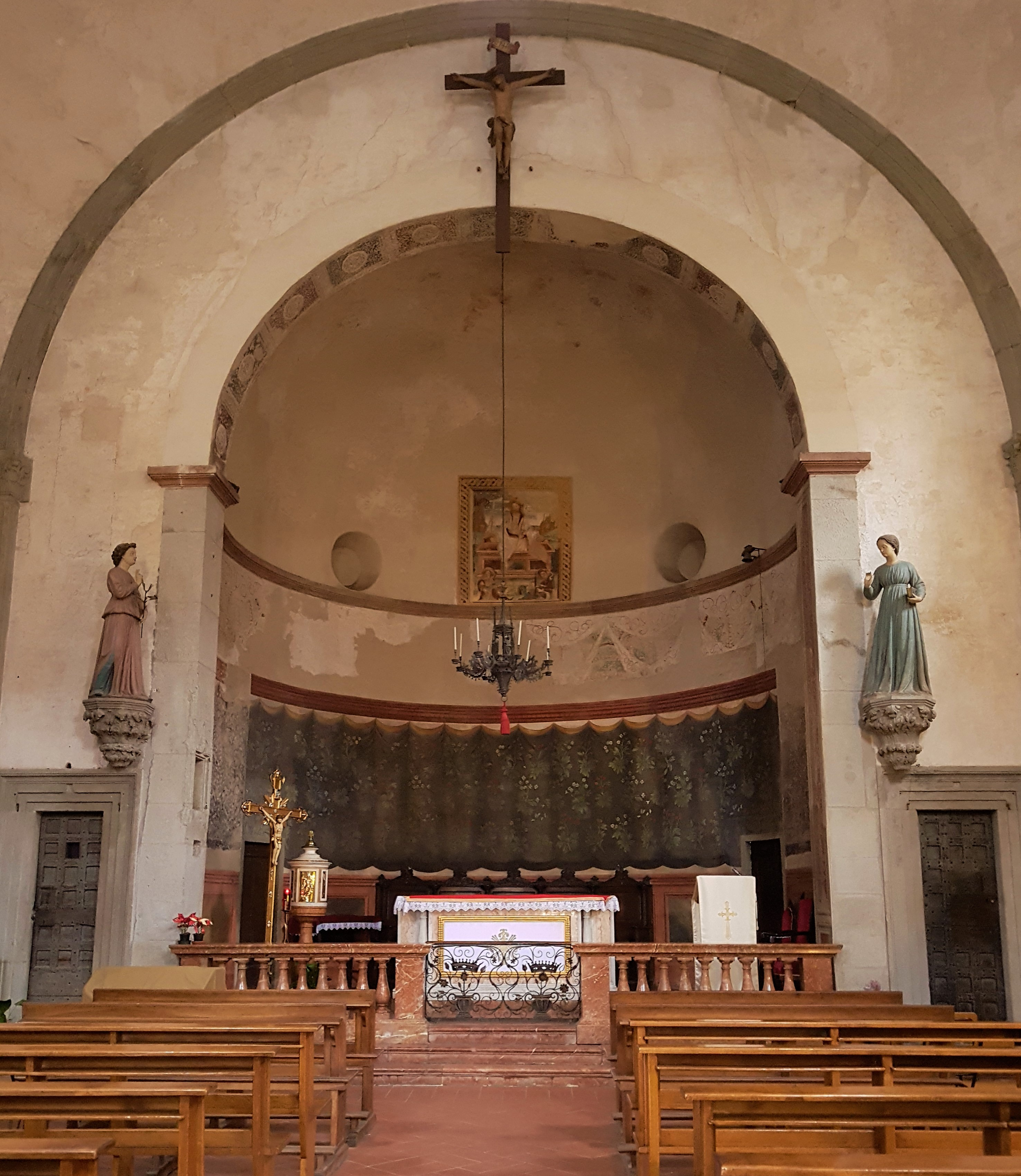
Interno Chiesa di Villa

### Esterno
La chiesa si presenta con un corpo quadrato suddiviso all'esterno da lesene in arenaria scanalate che terminano con capitelli corinzi. Il corpo di fabbrica è poi sormontato da un tamburo ottagonale che regge la cupola semisferica il cui tetto è supportato da sedici colonnine con capitelli.
Il portale maggiore è di forma rettangolare coronato da un timpano triangolare sul quale domina la figura dell'Eterno Padre fiancheggiato da due angeli. Lo stipite è decorato con fiorami ornamentali nei quali sono inserite immagini di Santi e Angeli, nell'architrave i Quattro Dottori della Chiesa e nel fregio cinque putti reggi festoni.
La facciata è suddivisa in tre parti: in quella centrale vi è il portale precedentemente descritto, nelle parti laterali vi sono due statue della tradizione medioevale attribuite alla scuola milanese di Jacopino da Tradate: San Cristoforo a destra e Sant'Antonio Abate a sinistra. Entrambe le statue, in arenaria, sono databili al XV secolo.

### Interno
L'interno risponde allo schema della Sacrestia Vecchia di San Lorenzo a Firenze per le proporzioni architettoniche e la semplicità dei decori. La pianta quadrata dell'aula è esattamente il doppio dell'abside, chiusa da una volta semisferica auto-portante costruita con il sistema a “spinapesce”, leggermente schiacciata nelle sommità. Le pareti sono sottolineate da lesene a libro in pietra arenaria.

#### Opere d'arte

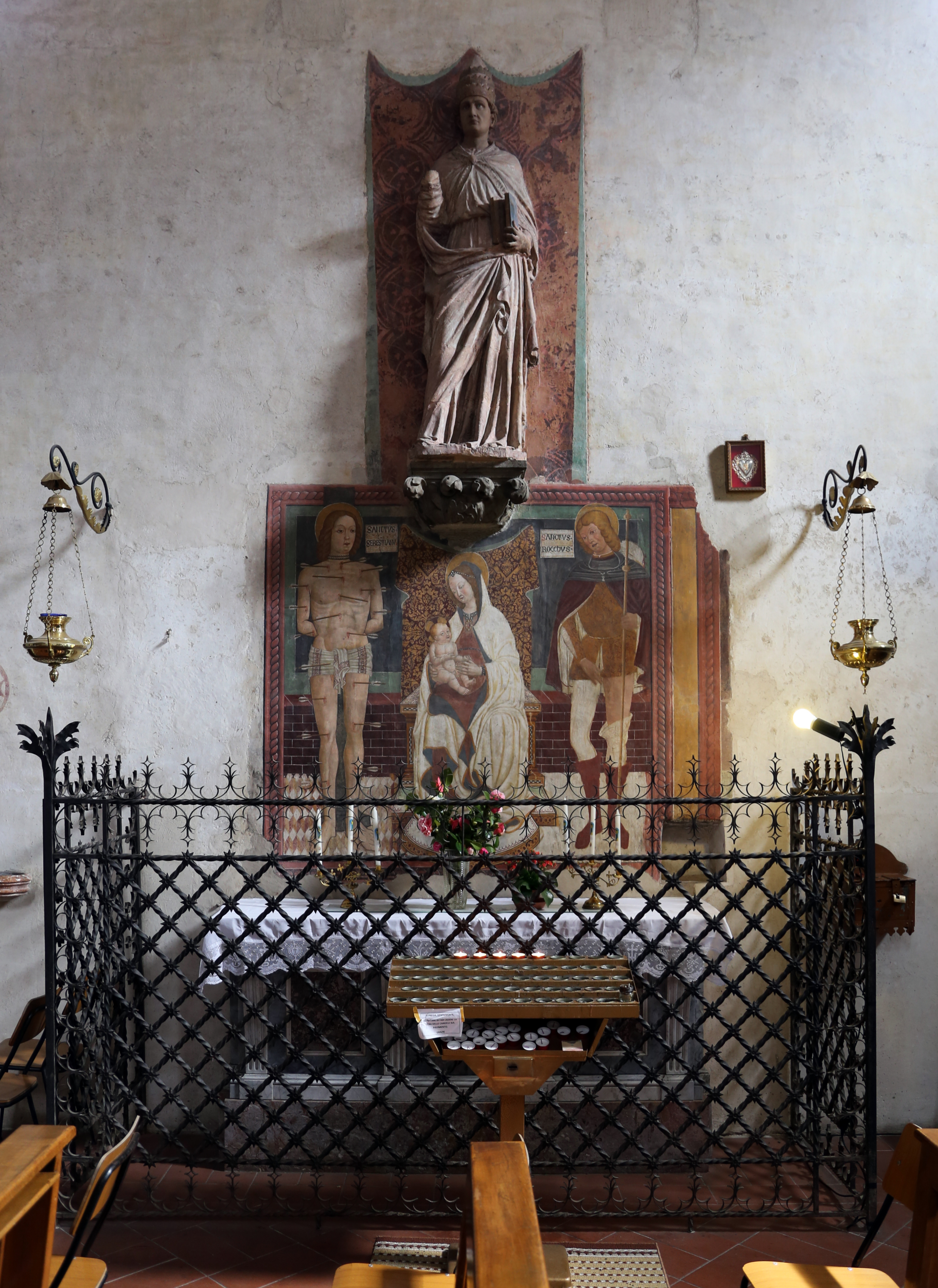
Galdino da Varese (attr.), Madonna tra i santi Sebastiano e Rocco, XVI secolo, e San Gregorio del 1450 circa, di maestro caronese

Nelle pareti laterali sono visibili le statue dei Quattro Dottori della Chiesa Occidentale in terracotta colorata, opere databili al XV secolo; allo stesso periodo risalirebbero le statue che, ai lati dell'abside, raffigurano un'Annunciazione in cui ritroviamo l'Arcangelo Gabriele, singolarmente scolpito senza ali, e la Vergine che tiene tra le mani un libro (a indicare il tema della cultura, molto caro alla figura del Cardinale) è la stessa che compare raffigurata in una delle Vergini della Processione di Sant'Orsola nella Cappella di San Martino di Palazzo Branda Castiglioni.
Sulla parete di destra vi è un trittico pittorico raffigurante la Vergine delle Grazie tra i Santi Rocco e Sebastiano , attribuito a Galdino da Varese (XV secolo), mentre su quella opposta il sarcofago di Guido da Castiglione della scuola dell'Amadeo. Nell'abside trova la sua collocazione l'altare della chiesa che racchiude al suo interno un'immagine scolpita del Corpo di Cristo in pietra policroma. Le pareti inferiori dell'abside sono decorate con pitture ornamentali a carattere floreale, mentre la parte superiore presenta la figura di Gesù Cristo che risorge dal sepolcro il tutto databile intorno al XV secolo.

### Campanile
A nord-ovest della chiesa s'innalza il campanile di stile lombardo, caratterizzato nella parte terminale dalla cella campanaria aperta in ogni suo lato da quattro finestre a tutto sesto.